# Не диши 2
Не диши 2 (енгл. Don't Breathe 2) амерички је хорор филм из 2021. године, режисера Рода Сајагеса и продуцента Сема Рејмија, са Стивеном Лангом, Бренданом Секстоном III и Мадлин Грејс у главним улогама. Представља наставак филма Не диши (2016) и Стивен Ланг репризира своју улогу „слепог човека” Нормана Нордстрома. Сајагес је написао сценарио са Федеом Алварезом, који је режирао претходни део.
Снимање је почело 7. августа 2020. у Београду и завршено је 8. октобра исте године. Филм је премијерно приказан на петак 13. август 2021, у дистрибуцији продукцијске куће -Sony Pictures Releasing}-. Добио је осредње оцене критичара и позитивне оцене публике. Стивен Ланг је поново добио похвале за свој глумачки перформанс. Поред Ланга, једини члан глумачке поставе који се вратио из претходног дела је Кристијан Загија, који поново тумачи лик Раула.
Филм је остварио и солидан комерцијални успех, зарадивши 47,3 милиона долара за време пандемије вируса корона.

## Радња
Након догађаја из претходног дела, Норман Нордстром је спасао трогодишњу девојчицу из пожара, дао јој име Феникс и усвојио је. Њих двоје живе наредних осам година повученим животом у предграђу Детроита. Једне ноћи, у кућу им упада група криминалаца. Испоставља се да је вођа групе Фениксин биолошки отац, који жели да је искористи као донора срца, за Фениксину парализовану мајку која је на самрти.

## Улоге
| Глумац              | Улога            |
| ------------------- | ---------------- |
| Стивен Ланг         | Норман Нордстром |
| Брендан Секстон III | Рејлан           |
| Мадлин Грејс        | Феникс / Тара    |
| Адам Јанг           | Џим Боб          |
| Боби Скофилд        | Џаред            |
| Рочи Вилијамс       | Дјук             |
| Кристијан Загија    | Раул             |
| Стефан Родри        | хирург           |
| Стефани Арсила      | Хернандез        |
| Дијана Бабницова    | Били             |
| Фиона О'Шонеси      | Џозефин          |